# Германия на летних Олимпийских играх 1952
Летние Олимпийские игры 1952 года были первыми, в которых немецкие спортсмены приняли участие после Второй мировой войны, так как восстановленный в 1947 году Национальный олимпийский комитет Германии на момент Олимпиады 1948 года не представлял никакого международно признанного государства. В 1952 году МОК потребовал, чтобы спортсмены ГДР и ФРГ выступали в рамках единой команды. ГДР отказалась, и от имени Германии выступали только спортсмены ФРГ (хотя находящийся под французской оккупацией протекторат Саар, напротив, выступал отдельной командой). В германскую сборную вошло 153 спортсмена, которые не завоевали ни одной золотой медали, а в неофициальном командном зачёте заняли лишь 28-е место.

## Медалисты
| Медаль  | Спортсмен                                                     | Вид спорта                  | Дисциплина                             |
| ------- | ------------------------------------------------------------- | --------------------------- | -------------------------------------- |
| Серебро | Карл Шторх                                                    | Лёгкая атлетика             | Мужчины, метание молота                |
| Серебро | Урсула Кнаб Мария Зандер Хельга Кляйн Марга Петерзен          | Лёгкая атлетика             | Женщины, эстафета 4 x 100 м            |
| Серебро | Марианне Вернер                                               | Лёгкая атлетика             | Женщины, толкание ядра                 |
| Серебро | Эдгар Базель                                                  | Бокс                        | Мужчины, до 51 кг                      |
| Серебро | Альфред Шварцман                                              | Спортивная гимнастика       | Мужчины, перекладина                   |
| Серебро | Вильгельм Бюзинг Клаус Вагнер Отто Роте                       | Конный спорт                | Конное троеборье, командное первенство |
| Серебро | Хайнц Манхен Хельмут Хайнхольд Хельмут Нолль                  | Академическая гребля        | Мужчины, двойки с рулевым              |
| Бронза  | Гюнтер Хайдеман                                               | Бокс                        | Мужчины, до 67 кг                      |
| Бронза  | Эгон Древс Вильфрид Зольтау                                   | Гребля на байдарках и каноэ | Мужчины, каноэ-двойки, 1000 м          |
| Бронза  | Эгон Древс Вильфрид Зольтау                                   | Гребля на байдарках и каноэ | Мужчины, каноэ-двойки, 10.000 м        |
| Бронза  | Михель Шойер                                                  | Гребля на байдарках и каноэ | Мужчины, байдарки-одиночки, 10.000 м   |
| Бронза  | Хайнц Ульцхаймер                                              | Лёгкая атлетика             | Мужчины, 800 м                         |
| Бронза  | Вернер Люг                                                    | Лёгкая атлетика             | Мужчины, 1500 м                        |
| Бронза  | Хербет Шаде                                                   | Лёгкая атлетика             | Мужчины, 5000 м                        |
| Бронза  | Гюнтер Штайнес Ханс Гайстер Хайнц Ульцхаймер Карл-Фридрих Хас | Лёгкая атлетика             | Мужчины, эстафета 4 x 400 м            |
| Бронза  | Мария Зандер                                                  | Лёгкая атлетика             | Женщины, 80 м с барьерами              |
| Бронза  | Эди Циглер                                                    | Велоспорт                   | Мужчины, групповая гонка               |
| Бронза  | Вернер Потцернхайм                                            | Велоспорт                   | Мужчины, спринт                        |
| Бронза  | Хайнц Поллай Ида фон Нагель Фриц Тидеман                      | Конный спорт                | Выездка, командное первенство          |
| Бронза  | Вильгельм Бюзинг                                              | Конный спорт                | Конное троеборье, личное первенство    |
| Бронза  | Фриц Тидеман                                                  | Конный спорт                | Конкур, личное первенство              |
| Бронза  | Теодор Томзен Эрих Натуш Георг Новка                          | Парусный спорт              | Мужчины, класс «Дракон»                |
| Бронза  | Херберт Кляйн                                                 | Плавание                    | Мужчины, 200 м брассом                 |
| Бронза  | Гюнтер Хазе                                                   | Прыжки в воду               | Мужчины, вышка                         |

## Результаты соревнований

### Академическая гребля
Соревнования в академической гребле на Играх 1952 года проходили с 20 по 23 июля. В следующий раунд из каждого заезда проходили несколько лучших экипажей (в зависимости от дисциплины). Впервые с 1928 года для проигравших в полуфинале спортсменов был введён ещё один отборочный заезд. В финал A выходили 5 сильнейших экипажей.
Мужчины
| Соревнование | Спортсмены                     | Предварительный заезд | Предварительный заезд | Предварительный заезд | 1-й отборочный заезд | 1-й отборочный заезд | 1-й отборочный заезд | Полуфинал             | Полуфинал             | Полуфинал             | 2-й отборочный заезд  | 2-й отборочный заезд  | 2-й отборочный заезд  | Финал                 | Финал                 |
| Соревнование | Спортсмены                     | Заезд                 | Время                 | Место                 | Заезд                | Время                | Место                | Заезд                 | Время                 | Место                 | Заезд                 | Время                 | Место                 | Время                 | Место                 |
| ------------ | ------------------------------ | --------------------- | --------------------- | --------------------- | -------------------- | -------------------- | -------------------- | --------------------- | --------------------- | --------------------- | --------------------- | --------------------- | --------------------- | --------------------- | --------------------- |
| двойки       | Хайнц Реннеберг Хайнц Айххольц | 4                     | 8:03,3                | 3                     | 2                    | DNS                  | —                    | завершили выступление | завершили выступление | завершили выступление | завершили выступление | завершили выступление | завершили выступление | завершили выступление | завершили выступление |

### Гимнастика
Спортсменов — 16 (8 мужчин, 8 женщин)

#### Мужчины
| Спортсмен            | Вольные упражнения | Вольные упражнения | Кольца | Кольца | Конь  | Конь  | Прыжки | Прыжки | Брусья | Брусья | Перекладина | Перекладина | Многоборье | Многоборье |
| Спортсмен            | Баллы              | Место              | Баллы  | Место  | Баллы | Место | Баллы  | Место  | Баллы  | Место  | Баллы       | Место       | Баллы      | Место      |
| -------------------- | ------------------ | ------------------ | ------ | ------ | ----- | ----- | ------ | ------ | ------ | ------ | ----------- | ----------- | ---------- | ---------- |
| Хельмут Банц         | 18,20              | 38                 | 18,95  | 14     | 18,95 | 11    | 18,80  | 13     | 19,10  | 12     | 19,25       | 7           | 113,25     | 4          |
| Адальберт Дикхут     | 18,40              | 32                 | 18,40  | 45     | 18,75 | 18    | 18,85  | 9      | 18,85  | 19     | 17,60       | 75          | 110,85     | 24         |
| Тео Вид              | 17,55              | 73                 | 18,40  | 45     | 18,20 | 37    | 18,95  | 4      | 19,00  | 15     | 18,60       | 32          | 110,70     | 26         |
| Альфред Шварцман     | 17,50              | 78                 | 18,25  | 58     | 17,60 | 65    | 18,80  | 13     | 19,00  | 15     | 19,50       |             | 110,65     | 27         |
| Ханс Пфан            | 17,60              | 71                 | 18,90  | 18     | 18,65 | 21    | 18,10  | 83     | 18,75  | 23     | 18,20       | 51          | 110,20     | 33         |
| Эрих Вид             | 17,25              | 92                 | 18,35  | 50     | 18,05 | 43    | 18,35  | 54     | 18,65  | 27     | 19,05       | 14          | 109,70     | 40         |
| Фридель Овервин      | 16,50              | 121                | 18,40  | 45     | 18,80 | 15    | 18,40  | 44     | 18,45  | 40     | 18,10       | 56          | 108,65     | 48         |
| Якоб Кифер           | 8,75               | 180                | 17,90  | 73     | 18,90 | 12    | 9,00   | 182    | 18,65  | 27     | 18,50       | 38          | 91,70      | 150        |
|                      |                    |                    |        |        |       |       |        |        |        |        |             |             |            |            |
| Командное первенство | 89,50              | —                  | 93,10  | —      | 94,25 | —     | 93,90  | —      | 94,80  | —      | 95,65       | —           | 561,20     | 4          |

#### Женщины
| Ирма Вальтер                     | 17,73  | 47  | 18,03  | 28  | 18,06  | 24  | 18,13  | 38  | 71,95  | 24  |  |  |  |  |
| Ханна Грагес                     | 18,09  | 24  | 17,59  | 42  | 17,83  | 31  | 18,26  | 30  | 71,77  | 26  |  |  |  |  |
| Элизабет Остермайер              | 17,63  | 56  | 17,06  | 75  | 17,79  | 37  | 18,43  | 20  | 70,91  | 38  |  |  |  |  |
| Вольфгард Фосс                   | 17,46  | 71  | 17,32  | 55  | 16,93  | 77  | 18,29  | 27  | 70,00  | 53  |  |  |  |  |
| Инге Зедльмайер                  | 17,66  | 52  | 17,09  | 73  | 17,36  | 58  | 17,72  | 71  | 69,83  | 54  |  |  |  |  |
| Лидия Цайтхофер                  | 17,99  | 31  | 17,73  | 36  | 17,72  | 40  | 16,13  | 117 | 69,57  | 60  |  |  |  |  |
| Бригитте Кислер                  | 17,43  | 73  | 15,00  | 122 | 17,26  | 63  | 18,29  | 27  | 67,98  | 80  |  |  |  |  |
| Хильде Коп                       | 16,96  | 95  | 11,82  | 133 | 16,56  | 89  | 18,06  | 44  | 63,40  | 118 |  |  |  |  |
|                                  |        |     |        |     |        |     |        |     |        |     |  |  |  |  |
| Лучшие 6                         | 140,95 | —   | 131,64 | —   | 139,51 | —   | 143,31 | —   | 424,03 | —   |  |  |  |  |
| Групповые упражнения с предметом | N/A    | N/A | N/A    | N/A | N/A    | N/A | N/A    | N/A | 71,20  | 4   |  |  |  |  |
| Командное первенство             | N/A    | N/A | N/A    | N/A | N/A    | N/A | N/A    | N/A | 495,23 | 5   |  |  |  |  |